# Dieter Claessens
Pour les articles homonymes, voir Claessens.
Dieter Claessens, né le 2 août 1921 à Berlin et mort le 30 mars 1997 à Berlin, est un sociologue et anthropologue allemand.

## Biographie
Après avoir étudié la sociologie, l'anthropologie et la psychologie à l'université libre de Berlin, il y obtient un doctorat.
Il reçoit son habilitation de l'université de Münster et il y est titulaire de la chaire de sociologie en 1962. À partir de 1966, il devient professeur à l'université libre de Berlin jusqu'à sa retraite en 1986. Il poursuit ses recherches jusqu'à sa mort en 1997, s'intéressant notamment aux dimensions ontogénétique et philogénétique de l'homme.

## Publications
- (de) Status als entwicklungssoziologischer Begriff, 1965
- (de) (avec Arno Klönne, Armin Tschoepe), Sozialkunde der Bundesrepublik Deutschland, 1965. (plusieurs rééditions)
- (de) Instinkt, Psyche, Geltung. Bestimmungsfaktoren menschlichen Verhaltens, 1966 (2e éd. 1970)
- (de) Familie und Wert system. Eine Studie zur zweiten sozio-kulturellen Geburt des Menschen, 1968 (4e éd. 1978, son ouvrage majeur sur l'ontogénèse)
- (de) Rolle und Macht, 1968 (3e éd. 1974)
- (de) Nova Natura. Anthropologische Grundlagen des modernen Denkens, 1970.
- (de) (avec Karin Claessens), Kapitalismus als Kultur. Entstehung und Grundlagen der bürgerlichen Gesellschaft, 1973.
- (de) (with Karin Claessens, Baruta Schaller), Jugendlexikon, 1976.
- (de) Gruppen und Gruppenverbände. Systematische Einführung in die Folgen der Vergesellschaftung, 1977.
- (de) Das Konkrete und das Abstrakte, 1980 (ouvrage principal sur la phylogénèse)
- (de) (avec Wanda von Baeyer-Katte), Gruppenprozesse. Analysen zum Terrorismus, 1982.
- (de) (avec Daniel Tyradellis), Konkrete Soziologie. Verständliche Einführung in soziologisches Denken, 1997.
- (en)(éd. avec Rainer Mackensen), Universalism Today, Contributions au deuxième Symposium international pour l'universlisme (Berlin, 22 au 26 août, 1990), 1992,  (ISBN 3798314721 et 9783798314726)

## Sur Dieter Claessens
- (de) Biruta Schaller, Hermann Pfütze, Reinhart Wolff (éd.), Schau unter jeden Stein. Merkwürdiges aus Kultur und Gesellschaft. Dieter Claessens zum 60. Geburtstag, Frankfurt on Main, Basel, 1981.